# Lightnin’ Hopkins
 „Lightnin’” Hopkins (eredeti nevén Sam Hopkins) (Centerville, Texas, 1912. március 15. –   Houston, Texas, 1982. január 30.) amerikai country blues gitáros, zeneszerző, szövegíró, a blues történetének kiemelkedő egyénisége.

## Életpályája
A texasi születésű Sam Hopkins érdeklődése 8 éves korában fordult a blues felé, amikor megismerkedett  Blind Lemon Jeffersonnal egy egyházi pikniken Buffalóban. Ettől fogva távoli unokatestvérétől Alger "Texas" Alexander country blues énekestől tanult. Az 1930-as évek közepén – ismeretlen bűntett miatt – a houstoni megyei börtön farmjára küldték. Az 1930-as évek végén Hopkins Houstonba költözött  Alexanderrel és sikertelen kísérletet tettek az ottani zenei életben való feltűnésre. Hopkins az 1940-es évek elején vissza is költözött Centerville-be, ahol egy farmon dolgozott segítőként.
Hopkins szerencsecsillaga 1946-ban ragyogott fel, amikor Houstonban a Dowling Streeten levő Third Wardban énekelt (itt lépett fel később a leggyakrabban) és felfedezte őt Lola Anne Cullum  a Los Angeles-i  Aladdin Records lemezcégtől. Cullum rávette Hopkinst, utazzék Los Angelesbe, ahol Wilson Smith zongoristával egy duót alakítottak. A duó 1946-ban 12 számot vett lemezre. Az Aladdin Records egyik vezetője ötlötte ki, hogy a párosnak „dinamikusabb” neveket kell kapnia: így lett Hopkins "Lightnin'", Wilson pedig "Thunder". Hopkins további számokat játszott lemezre 1947-ben az Aladinnál, ám hamarosan honvágya támadt. Visszatért Houstonba és következő felvételeit már a  Gold Star Recordsnál vette fel.  Ezután számos lemeztársasággal dolgozott. 1960-as Mojo Hand című dala a klasszikus bluesok közé tartozik.
Az 1970-es évek végéig tartó pályafutása nagy részében Houstonban lépett fel, éjszakai klubokban. Néha az Amerikai Egyesült Államok más államaiban is turnézott. 35 éves pályafutása alatt több lemezt készített, mint bármelyik másik blueszenész. Felvételeinek számát 800-1000-re becsülik.
Az erős dohányos Hopkins rákban halt meg Houstonban 1982-ben.

## Stílusa
Hopkins stílusa tükrözte, hogy rengeteget játszott háttérzenekar nélkül. Számos hangfelvételén egyedül játszik. Sajátos többujjas stílusa (fingerstyle) lehetővé tette, hogy a szólógitár, a ritmusgitár és a basszusgitár szerepét is egy gitár töltse be. A gitár ütögetésével az ütősők hatását is keltette időnként. Rekedtes hangja erős, dinamikus, egyben érzelmekben gazdag volt. Dalai ugyan a standard 12-bar blues sémára épültek, azonban nagy belső változatosságot mutatnak. Dalainak témái jellemzően a déli szegregáció, a balszerencse és a szerelem voltak. Számos dalát humoros bemondásokkal vezette be.

## Emlékezete
- Hopkins Gibson J-160e gitárja (a Joe Kessler Collection adta kölcsön) a Rock and Roll Hall of Fame-ben látható Clevelandben.
- Lightnin' Hopkins a 71. a Rolling Stone magazin  Minden idők 100 legjobb gitárosa című, 2003-ban kiadott listáján.

## Diszkográfia
- 1959 – Lightnin’ Hopkins Strums the Blues (Score)
- 1959 – Lightnin’ Hopkins (Folkways)
- 1959 – Lightnin’ and the Blues (Herald)
- 1960 – Country Blues (Tradition Records)
- 1960 – Last Night Blues (Bluesville Records)
- 1960 – Mojo Hand (Fire Records)
- 1960 – Lightnin’  (Bluesville)
- 1961 – Autobiography in Blues (Tradition)
- 1962 – Walkin’ This Road By Myself (Bluesville)
- 1962 – Lightnin’ and Co. (Bluesville)
- 1962 – Lightnin’ Strikes (Vee-Jay Records)
- 1963 – Blues in My Bottle (Bluesville)
- 1963 – Smokes Like Lightnin’  (Bluesville)
- 1963 – Goin’ Away (Bluesville)
- 1964 – Down Home Blues (Bluesville)
- 1965 – Hootin’ the Blues (Bluesville)
- 1965 – Lightnin’ Strikes (Tradition)
- 1965 – The Roots of Lightnin’ Hopkins (Verve Folkways)
- 1966 – Soul Blues (Bluesville)
- 1967 – My Life in the Blues (Bluesville)
- 1967 – Original Folk Blues (Kent Records)
- 1967 – Lightnin’! (Arhoolie Records)
- 1968 – Freeform Patterns (International Artists Records)
- 1991 – Swarthmore Concert Live, 1964
- 1995 – Po’ Lightning
- 1999 – The Very Best of Lightnin’ Hopkins

## Filmjei
- The Blues Accordin’ to Lightnin’ Hopkins (1969)
- As of 2008 (dokumentumfilm)

## Lásd még
- Minden idők 100 legjobb gitárosának listája (Rolling Stone magazin)